# Accelerate
| 전문가 평가          | 전문가 평가 |
| 총 점수              | 총 점수     |
| 출처                 | 점수        |
| -------------------- | ----------- |
| 메타크리틱           | 79/100      |
| 평가 점수            |             |
| 출처                 | 점수        |
| AllMusic             | [ 5 ]       |
| The A.V. Club        | B+          |
| Entertainment Weekly | A−          |
| The Guardian         | [ 8 ]       |
| Mojo                 | [ 9 ]       |
| NME                  | 8/10        |
| Pitchfork            | 6.7/10      |
| Q                    | [ 12 ]      |
| Rolling Stone        | [ 13 ]      |
| Spin                 | [ 14 ]      |

《Accelerate》는 미국의 얼터너티브 록 밴드 R.E.M.의 열네 번째 스튜디오 음반으로, 2008년 3월 31일, 유럽과 4월 1일, 북미에서 발매되었다. 잭나이프 리와 함께 프로듀싱한 《Accelerate》는 2004년 음반 《Around the Sun》에서 탈퇴하기 위한 것이었다. R.E.M.은 아일랜드 더블린의 올림피아 극장에서 5박 동안 공연하는 동안 음반의 대부분의 트랙을 미리 공개하고 9주간의 일정으로 음반을 녹음했다.
이 음반은 음악 평론가들로부터 따뜻한 평가를 받으며 메타크리틱에서 79/100의 평점을 받으며 밴드의 형태로 돌아왔다는 소식을 전했다. 리뷰어들은 종종 공격적이고 의도적인 곡의 사운드에 찬사를 보냈고, 《Q》 매거진 평론가 키스 캐머런은 "가속은 자신과 우리에게 좋은 말을 한 밴드의 사운드"라고 말했다. 밴드는 해체하기 전에 다음 (그리고 마지막) 음반인 《Collapse into Now》를 위해 투어를 하기로 결정했기 때문에 투어와 함께한 마지막 음반이었다.

## 음악
R.E.M.의 멤버들은 새로운 음반의 스타일을 파악하는 것을 꺼려하며 기대감을 불러일으키지 않았다. 더블린 콘서트에 등장한 새로운 소재는 밴드의 최근 발매곡보다 훨씬 더 헐벗고 기타 중심의 사운드를 보여주었고, 마이크 밀스는 이 공연이 밴드의 방향성을 잘 보여준다고 말했다. 마이클 스타이프는 자신의 《Accelerate》 가사가 현대 국가인 미국에서 영감을 받아 "제국이 물거품이 되면 위대하고 화난 노래를 쉽게 작곡할 수 있다"고 말했다.
《스푸트니크뮤직》은 사운드로 "볼링후드 하드 록"이라고 표현하며, 《Accelerate》를 "밴드의 펑크 뿌리로 더 대담하게 돌아올 것"이라고 선언했다.

## 홍보
2008년 1월 1일, R.E.M.은 음반이 발매될 때까지 매일 《Accelerate》의 새로운 짧은 클립을 게시하는 웹사이트 NinetyNights.com를 개설했다. 2월에 R.E.M.은 음반 홍보를 위한 11개의 동영상으로 웹사이트 supernaturalsuperserious.com을 개설했다. 일주일 후, R.E.M.은 음반 자체에 대한 뉴스를 홍보하고 집계하는 웹 페이지인 remaccelerate.com을 개설했다.

## 곡 목록
모든 곡들은 피터 벅, 마이크 밀스 그리고 마이클 스타이프에 의해 작사/작곡하였다.
| #   | 제목                                | 재생 시간 |
| --- | ----------------------------------- | --------- |
| 1.  | 〈Living Well Is the Best Revenge〉 | 3:11      |
| 2.  | 〈Man-Sized Wreath〉                | 2:32      |
| 3.  | 〈Supernatural Superserious〉       | 3:23      |
| 4.  | 〈Hollow Man〉                      | 2:39      |
| 5.  | 〈Houston〉                         | 2:05      |
| 6.  | 〈Accelerate〉                      | 3:33      |
| 7.  | 〈Until the Day Is Done〉           | 4:08      |
| 8.  | 〈Mr. Richards〉                    | 3:46      |
| 9.  | 〈Sing for the Submarine〉          | 4:50      |
| 10. | 〈Horse to Water〉                  | 2:18      |
| 11. | 〈I'm Gonna DJ〉                    | 2:07      |

## 인증
}
| 국가                                                  | 인증     | 판매량/출하량 |
| ----------------------------------------------------- | -------- | ------------- |
| 오스트리아 (IFPI 오스트리아)                          | 골드     | 10,000*       |
| 덴마크 (IFPI Danmark)                                 | 골드     | 15,000        |
| 독일 (BVMI)                                           | 골드     | 100,000^      |
| 아일랜드 (IRMA)                                       | 골드     | 7,500^        |
| 이탈리아 sales in 2008                                | —        | 70,000        |
| 노르웨이 (IFPI 노르웨이)                              | 플래티넘 | 30,000*       |
| 스위스 (IFPI 스위스)                                  | 플래티넘 | 30,000^       |
| 영국 (BPI)                                            | 골드     | 100,000^      |
| *판매량을 기반으로 한 인증 ^출하량을 기반으로 한 인증 |          |               |